# 鈴木亜希子
鈴木 亜希子（すずき あきこ、5月12日 - ）は、元北海道文化放送 (UHB) のアナウンサー。退社後、柳澤 亜希子（やなぎさわ あきこ）の名で整理収納アドバイザー兼フリーアナウンサーとして活動している。

## 来歴
鹿児島県鹿児島市出身。東京学芸大学教育学部初等教育家庭学科卒業。大学在学時にはテレビ朝日アスクに通っていた。
大学を卒業後、2005年4月に北海道文化放送のアナウンサーになる。入社直後は主に報道番組を担当していたが、後に情報番組とスポーツ番組の担当が中心になる。同期の廣岡俊光ともども、夏場に函館競馬場や札幌競馬場で行われる中央競馬レースの中継も担当した。その後、夫の仕事の都合でイタリア・ミラノへ移住することになったため、2010年3月31日付で同局を退社した。
帰国後、2016年にシー・フォルダ所属のフリーアナウンサーになる。また、2017年に整理収納アドバイザー1級資格を取得してからは、東京都内各地で整理収納関係のセミナー＆ワークショップを開いている。当初は旧姓で活動していたが、整理収納アドバイザーとしての活動が主になってからは柳澤姓で活動している。

## 人物
整理収納アドバイザー1級、整理収納教育士、防災備蓄収納1級プランナー、親・子の片づけインストラクター2級、小学校教諭一種免許、中学校・高等学校教諭一種免許（教科：家庭科）、実用イタリア語検定3級の資格を有する。
私生活では2児の母。

## 担当番組
すべて北海道文化放送時代の担当番組。
- FNNスピーク 北海道ローカルパート - キャスター
- UHBニュース - キャスター
- FNS27時間テレビ - リポーター
- えき☆スタ発 - 月曜担当
- ともだっち〜ず - MC
- ぷちとも
- UHBスーパーニュース - リポーター
- のりゆきのトークDE北海道 - 「熱闘スタジアム 入ってナンボ！」「お天気コーナー」「パセオDEつかみドル」「サッポロファクトリーDEつかみドル」担当
- 朗読
- ドラマチック競馬 - MC
- スポーツワイド Fの炎〜SPORT HOKKAIDO〜 - MC
- 早おき!てれび めざまし北海道 - 木曜・金曜担当
- みちゅバチのコレ見て！
- プロ野球中継 - ベンチリポーター
- Jリーグ中継 - ベンチリポーター